# Bura East Airport
Bura East Airport är en flygplats i Kenya.   Den ligger i länet Tana River, i den sydöstra delen av landet, 300 km öster om huvudstaden Nairobi. Bura East Airport ligger 109 meter över havet.
Terrängen runt Bura East Airport är mycket platt, och sluttar österut. Runt Bura East Airport är det ganska glesbefolkat, med 42 invånare per kvadratkilometer. Det finns inga samhällen i närheten. Omgivningarna runt Bura East Airport är i huvudsak ett öppet busklandskap.